# Mount Pratt, Antarktis
Mount Pratt är ett berg i Antarktis. Det ligger i Östantarktis. Nya Zeeland gör anspråk på området. Toppen på Mount Pratt är 2 785 meter över havet.
Terrängen runt Mount Pratt är huvudsakligen platt, men den allra närmaste omgivningen är kuperad. Trakten är obefolkad. Det finns inga samhällen i närheten.